# Os 26 Mártires do Japão

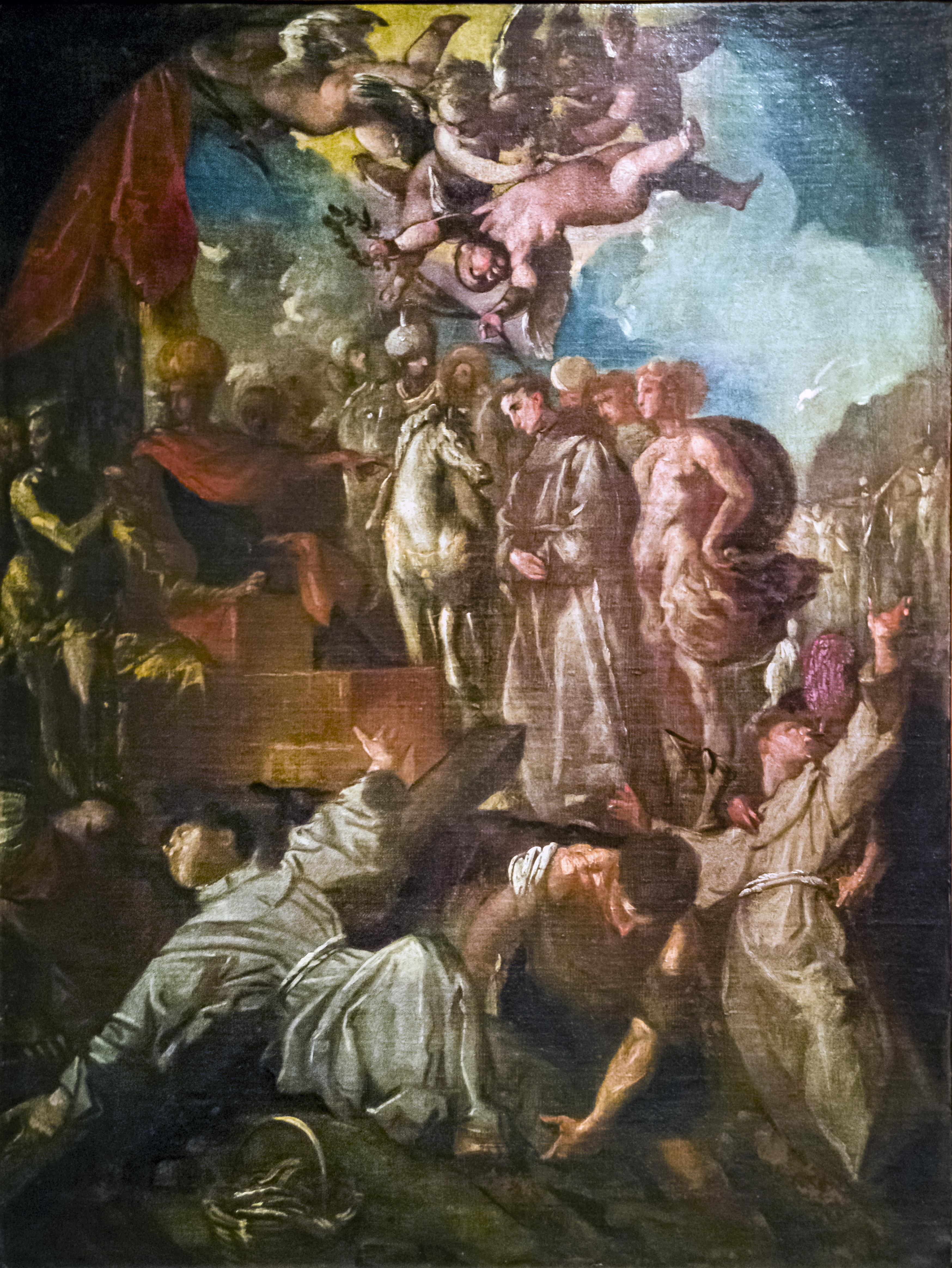
Martírio dos franciscanos em Nagasaki - Francesco Maffei

Os vinte e seis mártires do Japão (日本二十六聖人, Nihon Nijūroku Seijin) foram um dos vários grupos de Mártires do Japão. Trata-se de um grupo de cristãos que foram crucificados na cidade japonesa de Nagasaki em 5 de Fevereiro de 1597, por ordem de Toyotomi Hideyoshi, durante a perseguição ao cristianismo promovida pelo Xogunado de Tokugawa, na época em que este dominou o Japão. Foram beatificados em 1627 e canonizados em 1862.
O missionário português Luís Fróis descreveu o martírio dos cristãos ordenado por Toyotomi Hideyoshi no seu último livro Relacion del martirio de los 26 cristianos crucificados em Nagasaki el Febrero de 1597. Este foi escrito sob a tremenda impressão do cruel acontecimento, terminado cinco semanas após as execuções, e quatro meses antes da morte do autor.
Este acontecimento é hoje lembrado pelo monumento e museu destinados pela cidade de Nagasaki à memória dos mártires.

## Lista dos Vinte e Seis Mártires de 1597
Os mártires eram compostos por vinte japoneses, cinco espanhóis (incluindo um de origem mexicana) e um português de origem indiana, sendo jesuítas, franciscanos e leigos.

### Japoneses
1. Sto. Francis
2. São Cosme Takeya
3. São Pedro Sukeyiro
4. São Miguel Kozaki
5. São Diogo Kisai
6. São Paulo Miki  – nasceu no Japão em 1562, e entrou para Sociedade de Jesus em 1580 e foi o primeiro membro japonês na ordem religiosa Católica. Morreu um ano depois de sua ordenação.
7. São Paulo Ibaraki
8. São João Soan de Goto
9. São Luís Ibaraki
10. Sto. António Dainan
11. São Matias de Miyako
12. São Leão Karasumaru
13. São Boaventura de Miyako
14. São Tomás Kozaki
15. São Joaquim Sakakibara
16. São Francisco de Nagasaki
17. São Tomás Xico
18. São João Kisaka
19. São Gabriel de Duisco
20. São Paulo Suzuki

### Espanhóis
1. São Pedro Baptista ou São Pedro Bautista – foi um Espanhol Franciscano que trabalhou cerca de dez anos nas Filipinas.
2. São Martinho da Ascensão
3. São Filipe de Jesus
4. São Francisco Branco
5. São Francisco de São Miguel

### Português
1. São Gonçalo Garcia